# 釧路労災病院
釧路労災病院（くしろろうさいびょういん）は、北海道釧路市にある病院。道東で唯一の労災病院であり、釧根地区で唯一の地域医療支援病院に承認されている。釧路労災看護専門学校を併設している。

## 機関指定
| 保険医療機関                               | 生活保護法指定医療機関           |
| 身体障害者福祉法指定医療機関               | 母子保護法指定医療機関           |
| 結核予防法指定医療機関                     | 原子爆弾被爆者に係る指定医療機関 |
| 臨床研修指定病院（医科・歯科）             | 釧路圏二次救急医療機関           |
| 地域がん診療連携拠点病院                   | 臓器提供施設                     |
| エイズ治療拠点病院                         | 地域医療支援病院                 |
| メディネットたんちょうネットワーク加盟施設 | 総合リハビリテーション施設       |

## 診療科等
診療科
- 内科
  - 総合内科
  - 血液内科
  - 腫瘍内科
  - 消化器内科
- 精神科
- 神経内科
- 循環器内科
- 小児科（休診中）
- 外科
  - 乳腺外科
- 整形外科
- 形成外科
- 脳神経外科
- 皮膚科（予約制）
- 泌尿器科
- 婦人科
- 眼科
- 耳鼻咽喉科
- リハビリテーション科
- 歯科口腔外科
- 放射線科
- 麻酔科
- 中央検査科
- 病理診断科

専門外来
- 働く女性のための外来
- 禁煙外来
- 緩和ケア外来
- 睡眠時無呼吸外来
- フットケア外来

センター
- 消化器病センター
- 脊椎外科センター
- 関節鏡・人工関節センター
- 脳・脊髄外科センター
- 末梢神経外科センター
- 化学療法センター
- 勤労者医療総合センター
- 地域医療連携総合センター

部門
- 看護部
- 薬剤部

## 施設認定
| 日本がん治療認定医機構認定研修施設                                                  | 日本内科学会認定医制度教育関連病院                      |
| 日本消化器内視鏡学会専門医制度指導施設                                              | 日本消化器病学会認定施設                                |
| 日本血液学会血液研修施設                                                            | 日本臨床腫瘍学会認定認定研修施設                        |
| 日本神経学会専門医制度教育関連施設                                                  | 日本外科学会外科専門医制度修練施設                      |
| 日本乳癌学会関連施設                                                                | 日本肝臓学会関連施設                                    |
| 日本消化器外科学会専門医修練施設                                                    | 日本整形外科学会認定医制度研修施設                      |
| 日本形成外科学会認定医研修施設                                                      | 日本形成外科学会認定施設                                |
| 日本脳神経外科学会専門医認定制度指定訓練場所                                        | 日本脊髄外科学会認定訓練施設                            |
| 日本泌尿器科学会専門医教育施設                                                      | 日本眼科学会専門医制度研修施設                          |
| 日本耳鼻咽喉科学会専門医研修施設                                                    | 日本口腔外科学会認定准研修施設                          |
| 日本臨床細胞学会施設認定                                                            | 日本栄養療法推進協議会NST（栄養サポートチーム）稼動施設 |
| 日本静脈経腸栄養学会NST（栄養サポートチーム）専門療法士認定規則実地修練認定教育施設 | 日本病理学会研修登録施設                                |

## アクセス・駐車場
- くしろバス・阿寒バス「労災病院」バス停下車
- 北海道旅客鉄道（JR北海道）釧路駅から車で約15分
- 駐車場：500台収容